# Klaster (wojsko)
Klaster – w lądowych działaniach wojskowych element pola minowego ustawiony według schematu. Klaster może być przeciwpancerny, przeciwpiechotny lub mieszany i składać się z jednej do pięciu min, w tym nie więcej niż jednej miny przeciwpancernej.